# Dublin (Nuevo Hampshire)
Dublin es un pueblo ubicado en el condado de Cheshire en el estado estadounidense de Nuevo Hampshire. En el Censo de 2010 tenía una población de 1.597 habitantes y una densidad poblacional de 21,14 personas por km².

## Geografía

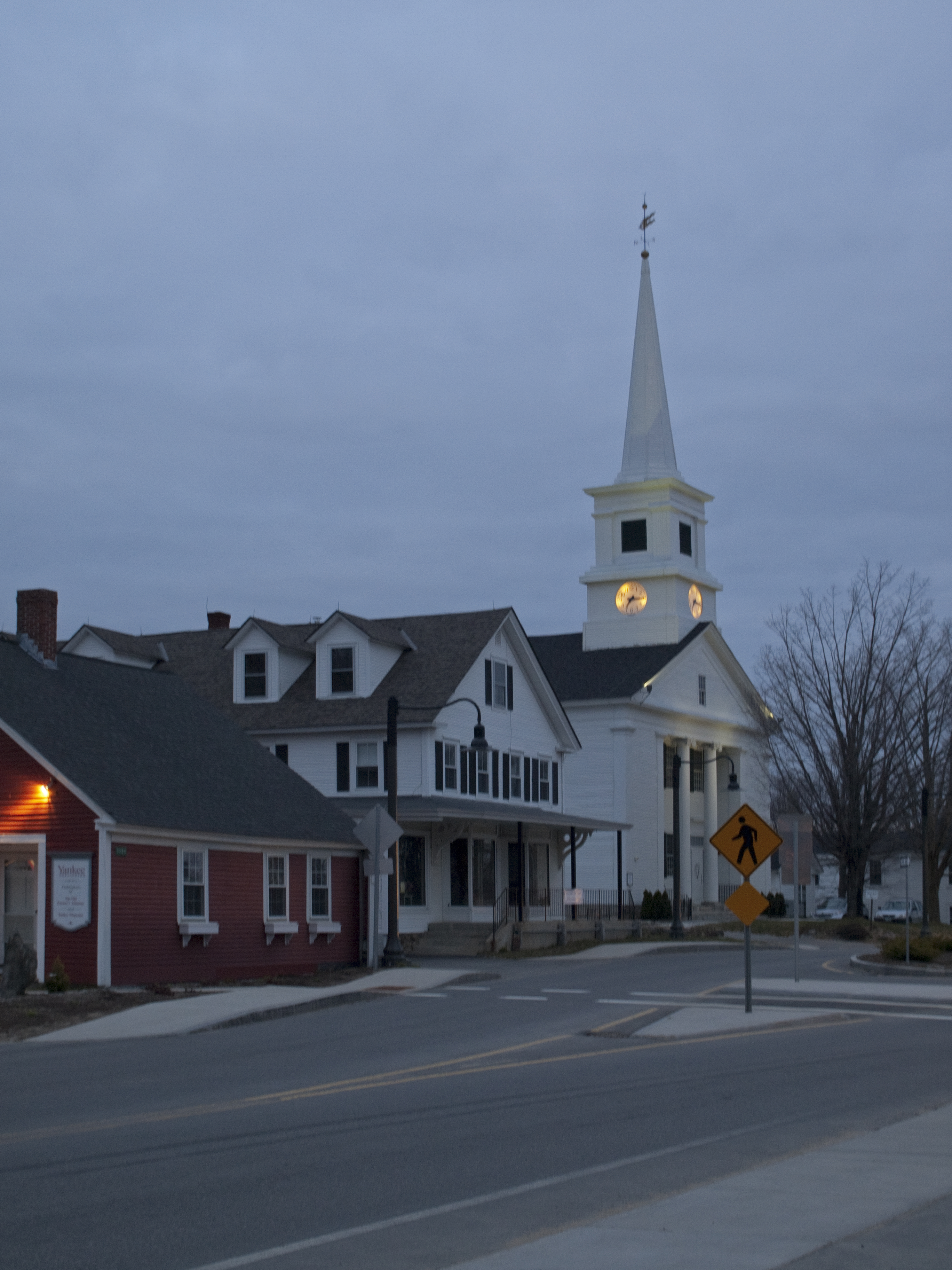
Iglesia de Dublín

Dublin se encuentra ubicado en las coordenadas 42°53′21″N 72°4′12″O / 42.88917, -72.07000. Según la Oficina del Censo de los Estados Unidos, Dublin tiene una superficie total de 75.56 km², de la cual 72.7 km² corresponden a tierra firme y (3.78%) 2.86 km² es agua.

## Demografía
Según el censo de 2010, había 1.597 personas residiendo en Dublín. La densidad de población era de 21,14 hab./km². De los 1.597 habitantes, Dublin estaba compuesto por el 96.99% blancos, el 0.25% eran afroamericanos, el 0.25% eran amerindios, el 0.75% eran asiáticos, el 0.06% eran isleños del Pacífico, el 0.44% eran de otras razas y el 1.25% pertenecían a dos o más razas. Del total de la población el 1.75% eran hispanos o latinos de cualquier raza.